# Janjira

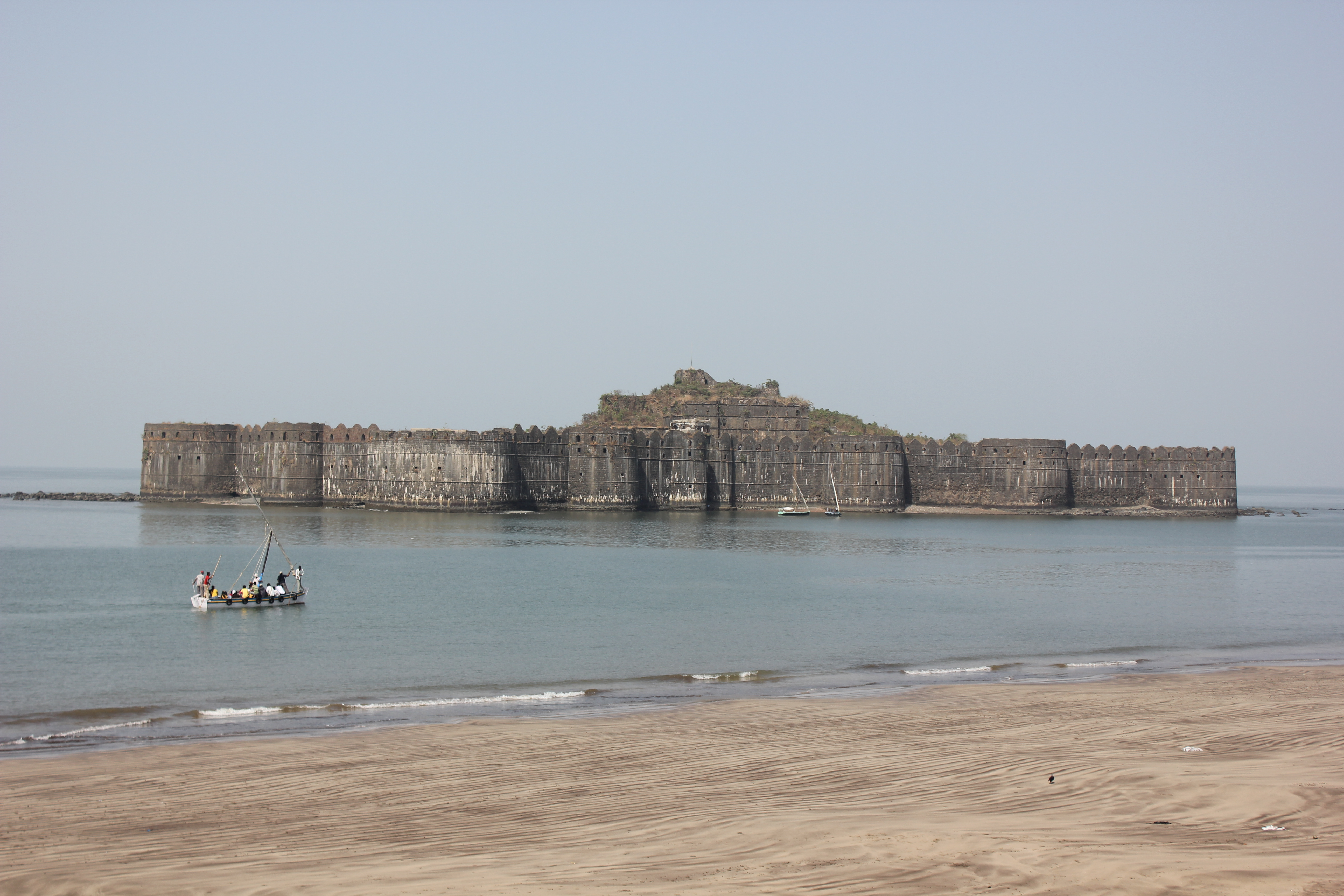
Inselfestung Janjira

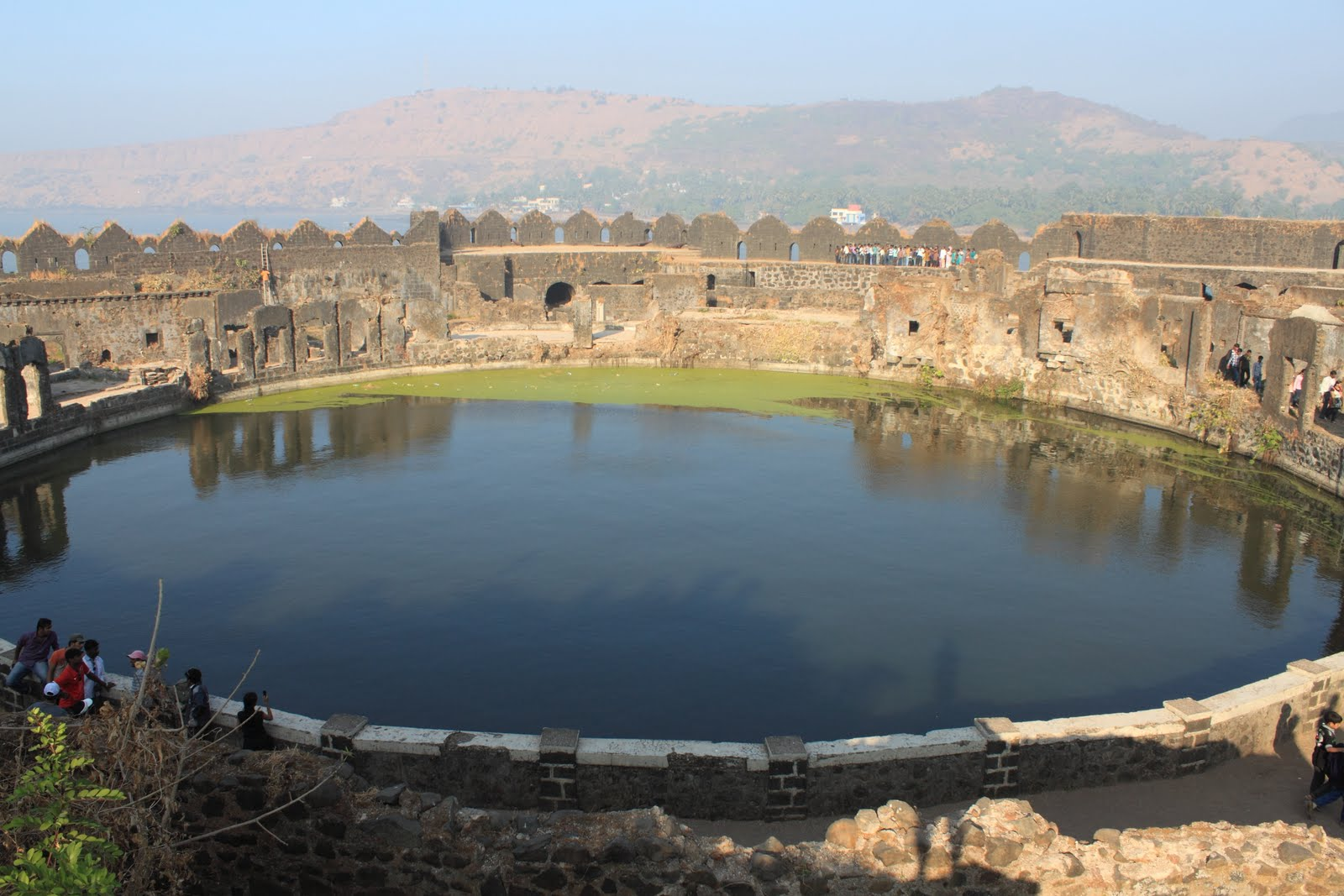
Zisternenbecken

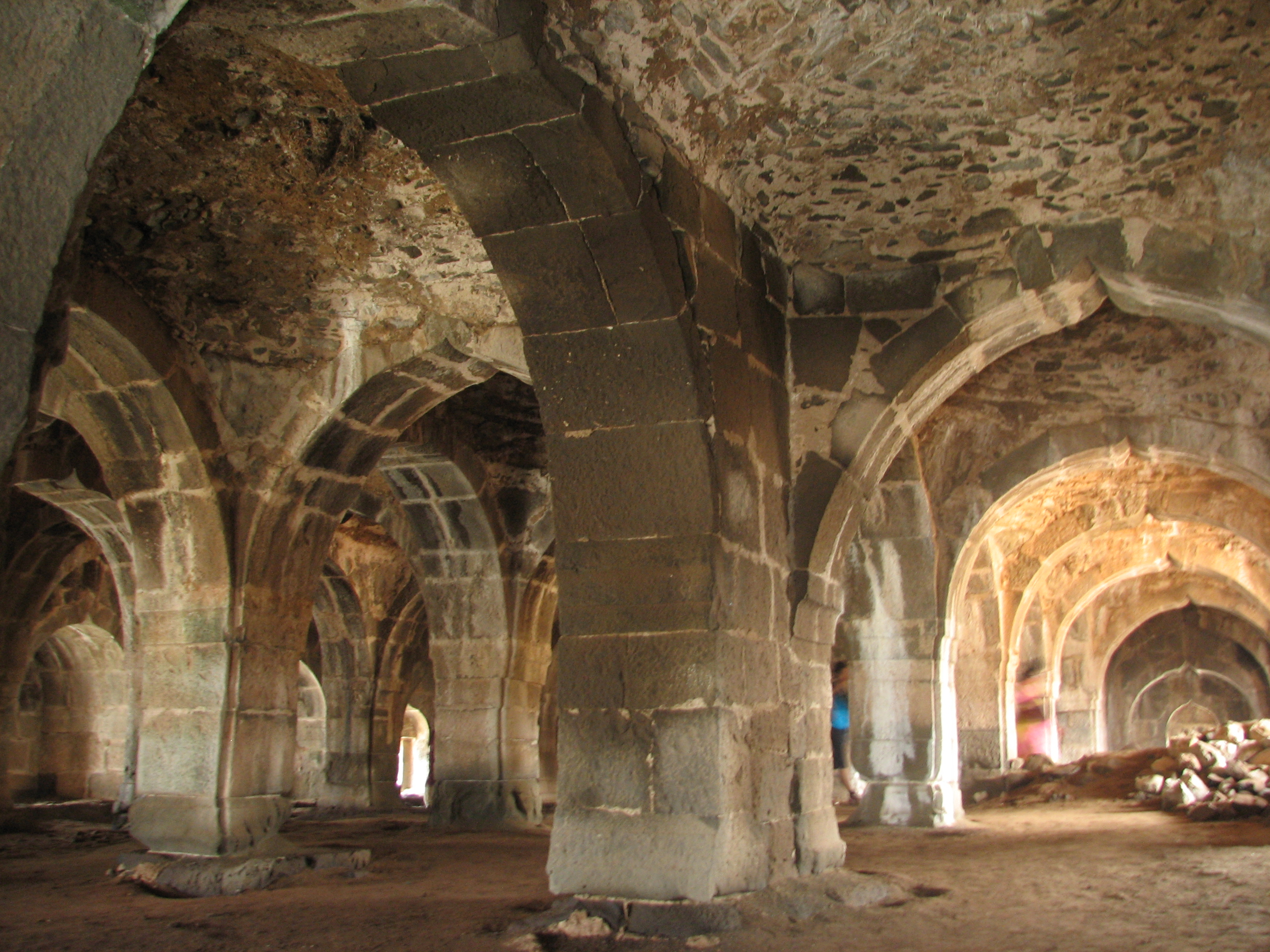
Katakomben

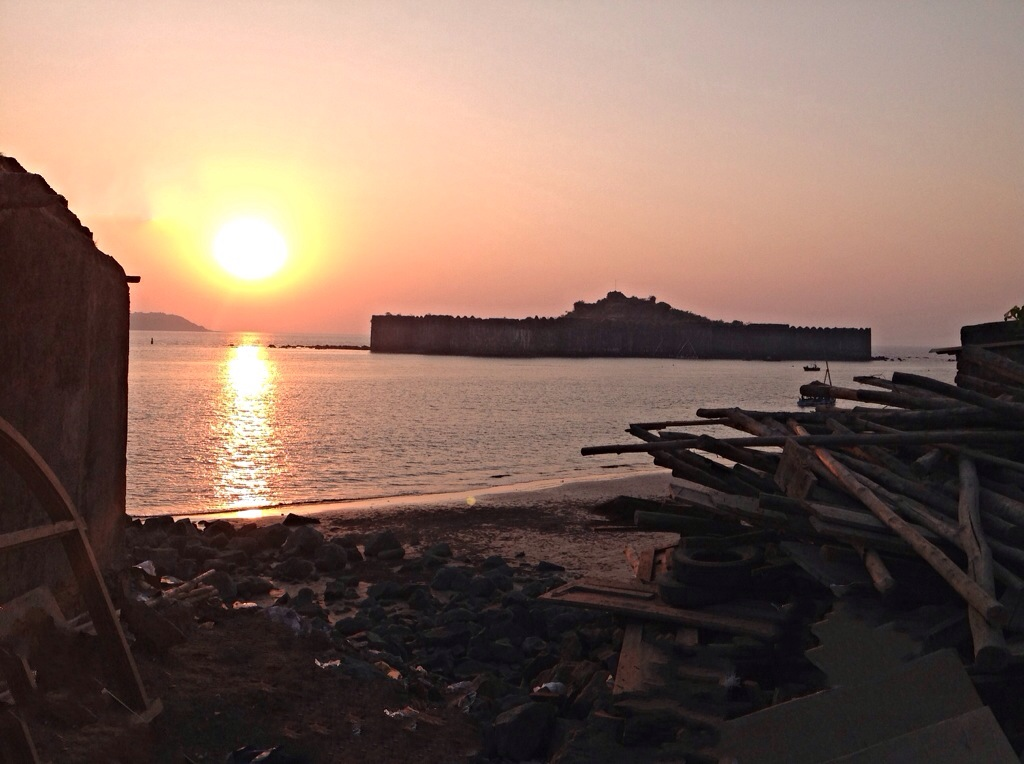
Janjira-Fort

Janjira ist ein Inselfort und ein historischer Fürstenstaat an der Westküste des indischen Bundesstaats Maharashtra.

## Fürstentum Janjira
Janjira (wahrscheinlich von arabisch djazîra = „Insel“) ist heute eine kleine Ortschaft am Arabischen Meer im indischen Bundesstaat Maharashtra südlich dem Fischer-Städtchen Murud, war aber bis 1956 ein unabhängiger Fürstenstaat in  Britisch-Indien. Der Staat, zu dem ab 1760 auch Jafarabad gehörte (vgl. Liste indischer Fürstenstaaten), geht auf einen muslimisch-abessinischen Vasallen und Admiral des Sultans von Ahmadnagar zurück. Das Fürstentum Ahmednagar ergriff im Jahr 1489 von der westindischen Konkan-Küste Besitz. Im Jahr 1733 schloss Janjira ein Verteidigungsbündnis mit der Britischen Ostindien-Kompanie. Seit 1759 war das um 1650 gegründete Fürstentum Jafarabad in Personalunion mit Janjira verbunden. Janjira war von 1834 bis 1947 britisches Protektorat und hatte 1935 eine Fläche von 982 km² und 71.000 Einwohner. Am 15. August 1947 wurde Janjira Mitglied des Staatenbundes Saurashtra und am 15. Februar 1948 vollzog es den Anschluss an Indien. Am 1. November 1956 wurden alle Fürstenstaaten aufgelöst und Janjira wurde dem Bundesstaat Bombay einverleibt, aus dem später der indische Bundesstaat Maharashtra hervorging.

## Fort Murud-Janjira
Murud-Janjira ist auch der gebräuchliche Name für ein von der Lage und der Größe her beeindruckendes Fort im westindischen Bundesstaat Maharashtra, das bei Murud, einem Ort an der Konkan-Küste, etwa 60 km südlich von Bombay, nur etwa 100 m dem Ort vorgelagert, in der Arabischen See liegt. Es ist dafür bekannt, dass es wiederholten Angriffen der Marathen, der Portugiesen, der Holländer und der britischen Ostindischen Gesellschaft widerstanden hat.

## Herkunft des Namens
Das Wort Janjira hat keinen indischen Ursprung, sondern könnte im Arabischen wurzeln, wo Jazeera „Insel“ bedeutet. Eine Namensvariante ist Jal Jeera, was „Fort im Wasser“ bedeutet. Der Name des Forts Murud-Janjira ist eine Zusammensetzung aus dem Konkani „morod“ und dem arabischen „jazeera“, was jeweils „Insel“ heißt. Das Wort „morod“ findet sich im Konkani, nicht aber in Marathi. Der Staat Murud-Janjira wurde von den Marathen auch als habsan bezeichnet, was „Land der Habshis“ oder „Land der Abessinier“ (= Äthiopier) bedeutet.

## Geschichte
Das Fort wurde von dem an der Konkan-Küste lebenden, Fischerei betreibenden Volksstamm der Koli im 15. Jahrhundert mit Einverständnis der Nizam-Shah-Dynastie in Ahmednagar als Schutz vor Piraten gebaut. Dem Staat Ahmednagar – Teil der Dekkan-Sultanate – unter Nizam Shah gelang es im Jahr 1490 nur durch eine List, das abtrünnige Fort wieder unter seine Kontrolle zu bringen, und zwar wurden auf einem Handelsschiff versteckt unter dem Kommando von Peer Mohammed Khan 147 abessinische Soldaten nach Janjira geschickt, die die Besatzung des Forts, das Sitz des Koli-Königs Ram Patil war, überrumpelten. In den Jahren 1567–1571 wurde das hölzerne Fort abgerissen, erweitert und in Stein wieder aufgebaut. Janjira war Verbündeter von muslimischen Mächten auch außerhalb Indiens, wie den ägyptischen Mamluken und dem Osmanischen Reich. Die Flotte des ottomanischen Admirals Kutoğlu Hizir Reis, die von Suez nach Aceh auf Sumatra segelte, besuchte 1568 Janjira. Murud-Janjira gehörte zu der Zeit zum muslimischen Fürstentum Ahmednagar, das die Konkan-Küste kontrollierte. Sein Premierminister bzw. Regent war Malik Ambar (1550–1626), der aus der Stadt Harar in Äthiopien (Abessinien) stammte. Malik Ambar war als Sklave von Harar über Damaskus und Mekka nach Indien gelangt und stieg zu großer Macht auf. Als Minister von Nizam Schah, dem Herrscher von Ahmednagar, ernannte Malik Amber im Jahre 1617 den ebenfalls aus Äthiopien stammenden Siddhi Amber Sahnak zum Gouverneur von Janjira. Dank seiner Verdienste wurde Amber Sahnak zum Admiral ernannt und das Land zwischen den Flussläufen des Amba beim Dorf Nagothana und dem Fluss Savitri beim Dorf Bankot wurde ihm als Lehen übergeben.
Janjira gewann im Laufe der Jahrhunderte an Unabhängigkeit und war Verbündeter muslimischer Staaten in Indien. Seine Ankergründe boten auch gegen die kolonialisierenden Portugiesen, die den gewinnbringenden Gewürzhandel unter ihre Kontrolle zu bringen suchten, Sicherheit. Das Fort der Siddhi oder Habshi (der Äthiopier) erlangte strategische Bedeutung bei der Sicherung der Handelswege zwischen Afrika, dem Roten Meer und innerindischen, z. T. von äthiopisch-abessinischen Herrschern regierten muslimischen Staaten ähnlich dem von Malik Ambar, der als De-facto-Regent von Ahmednagar große Teile des Deccan kontrollierte. Nach der Eroberung von Ahmednagar durch die verbündeten Truppen der Moghuln und Bijapurs verbündeten sich die Siddhis von Janjira mit den Moghuln, wobei sie immer wieder wechselnde Allianzen zu muslimischen Staaten auf dem indischen Festland eingingen. Ohne sich zu sehr auf Fehden und Intrigen zwischen den innerindischen islamischen Staaten einzulassen, erhielten sich die Siddhis ihre Unabhängigkeit und garantierten und sicherten Zugang zur See für die Pilgerfahrten nach Mekka (Haddsch und Umrah) und für den Handel. Dank ihrer politischen Unabhängigkeit und strategisch günstigen Position war die Küstenseefahrt sehr von der Gunst oder Ungunst der Siddhis abhängig. Um die dominierende Rolle der Siddhis auf dem Meer zu brechen, gab es immer wieder Versuche, das Fort Murud-Janjira zu erobern, was aber weder Portugiesen, Holländern, Engländern noch Marathen gelang. Das Fort stand schließlich im Ruf, uneinnehmbar zu sein. Der mächtige Marathen-Herrscher Shivaji aus Pune beauftragte im August 1676 seinen Premierminister, den Peshwa Moropant Pingle, Janjira zu erobern, was aber misslang.
Etwa 4 km nördlich von Janjira wurde von Sambhaji Maharaj, einem Sohn des Marathenführers (chatrapati) Shivaji Maharaj, das Padamdung Fort, heute bekannt als Kasa, als Versuch, ein Gegengewicht zu Janjira zu schaffen, im Meer gebaut. Der Versuch der Briten, die Macht der Siddhis zu beschneiden, wurde durch einen erfolgreichen Gegenangriff auf die britische Garnison in Bombay beantwortet. Als sich die muslimischen Mächte mit den Marathen gegen die Briten verbündeten, schlossen die Siddhis ein Bündnis mit den Briten, die das Fürstentum Murud-Janjira als unabhängigen Fürstenstaat anerkannten. Der letzte Herrscher von Murud-Janjira war Siddhi Muhammed Khan II. 1947 verlor der Staat seine Unabhängigkeit und ging als Teil Maharashtras in der Indischen Union auf.

## Herrscher von Murud-Janjira
(Quelle:)
- N.N., 1490–1617
- Sidi (Siddhi, Siddi) AMBER SANAK, 1617–1642
- Sidi YUSUF KHAN, 1642–1648
- Sidi FATEH KHAN, ab 1648–?
- KHARIYAT KHAN, um 1676
- Nawab Sidi KASIM KHAN II (Yaqut Khan), 1676–1703
- Nawab AMBAT YAKUT KHAN, 1703–1707
- Nawab Sidi SURUL (oder SURUR) KHAN II, 1706–1732 (Rasul Khan)
- Nawab Sidi HASAN KHAN, 1732–1734
- Nawab Sidi SUMBUL KHAN, 1734–1737
- Nawab Sidi ABDURRAHMAN KHAN (Sohn des Surul),  1737–1740
- Nawab Sidi HASAN KHAN (zweite Regentschaft),  1740–1746
- Nawab Sidi IBRAHIM KHAN I,  1746–1757
- Nawab Sidi MUHAMMED KHAN,  1757
- Nawab Sidi IBRAHIM KHAN (zweite Regentschaft) 1757–1761 (ab 1760 auch Thanadar von Jafadarabad)
- Nawab Sidi YAQUT KHAN (Usurpator) 1761–1772
- Nawab Sidi ABDURRAHIM KHAN, 1772–1784 (Abd al-Rahim Khan)
- Nawab Sidi JAHAN KHAN, 1784–1789
- Nawab Sidi IBRAHIM KHAN II, 1789–1794
- Nawab Sidi JAMRUD KHAN, 1794–1803
- Nawab Sidi IBRAHIM KHAN II (zweite Regentschaft), 1803–1826
- Nawab MUHAMMED KHAN I, 1826–1848
- Nawab IBRAHIM KHAN III, 1848–1879
- Nawab Sidi Sir AHMAD KHAN SIDI IBRAHIM KHAN 1879–1922
- Nawab Sidi MUHAMMED KHAN II SIDI AHMAD KHAN 1922–1948 († 1. April 1972)
  - Kulsum Begum, königliche Regentin 1922–1933

## Das Fort
Murud-Janjira ist mit mächtigen Mauern, Bollwerken und Türmen bewehrt, die direkt aus dem Meer aufragen. Der Hauptzugang führt von Osten direkt aus dem Meer über eine Rampe, die durch Türme und Tore gesichert ist, in das Fort. Zwei große, offene Zisternen und ein tiefer Brunnen, der – obwohl im Meer gelegen – erstaunlicherweise gutes, klares und kühles Süßwasser lieferte, sicherte die Trinkwasserversorgung. Dutzende von großkalibrigen Bronze-Kanonen sind noch vorhanden. Das Bauwerk ist etwas vernachlässigt, vieles befindet sich in Verfall.

## Touristisches
Das ca. vier Hektar große Fort Janjira erreicht man mit kleinen Segelbooten, die im Hafen von Rajapuri, einem kleinen Fischerdorf am Strand direkt gegenüber von Murud-Janjira, gemietet werden können.  1888 wurde im neo-gotischen Stil an der Steilküste oberhalb von Murud der Palast des Nawab Siddhi errichtet, der z. Z. in schlechtem Bauzustand,  Besuchern nicht zugänglich ist. Im Hinterland befinden sich große Mango-Plantagen und ein ausgedehntes Naturschutzgebiet.

## Anmerkung
Im Raja-Dinkar-Kelkar-Museum in Pune findet sich eine frühe, vogelperspektivische Darstellung des Forts Janjira. Sie stammt vermutlich aus dem 17. Jahrhundert.